# Sant Vicenç de Vespella
Sant Vicenç de Vespella és una església de Gurb (Osona) protegida com a bé cultural d'interès local.

## Descripció
Es tracta d'una capella d'una sola nau, de planta rectangular, coberta amb teulada a doble vessant amb l'aiguavés a les façanes laterals i amb ràfec de lloses en la major part.
L'obra és de pedra ben tallada i escairada. En alguns punts hi ha presència d'arrebossat, en d'altres es veuen les filades regulars de carreus escairats de mida mitjana. Mentre que a la part superior dels murs l'aparell constructiu és més petit, possiblement per la rehabilitació que es va fer en època moderna. Se suposa que la part baixa dels murs correspon a l'època del romànic.
L'absis, fruit d'una modificació tardana, és carrat i es troba orientat a l'est. La façana principal, orientada al sud, mostra una cantonada integrada al mur que denota l'ampliació d'aquest, probablement degut a la destrucció d'un possible absis semicircular d'època romànica.

## Història
La capella de Sant Vicenç de Vespella es troba dins el terme de la parròquia de Sant Cristòfol de Vespella; aquesta església la trobem documentada des del 986, tot i que les funcions parroquials no estan clares fins a l'any 1080, en la concòrdia que van fer el bisbe de Vic, Berenguer Sunifred de Lluçà i Guillem Bernat de Queralt sobre les esglésies i parròquies del terme del castell de Gurb, entre les que es trobava l'església de Sant Cristòfol de vespella. L'antiga església de Sant Cristòfol va ser abandonada als voltants de 1752, quan es va construir la nova església en una ubicació més accessible, que encara es manté actualment, mentre que de l'antic edifici únicament en resten algunes runes.
L'església de Sant Cristòfol i la capella de Sant Vicenç també estaven dins l'antic terme del castell de Gurb, a lloc anomenat Vespella.
La capella de Sant Vicenç de Vespella es troba documentada el 962. Possiblement feia la funció de capella rural depenent de la parròquia, fins que va deixar de tenir culte.
De l'edifici romànic original, en queda una part del parament a la meitat oest. La meitat est, i el petit campanar d'espadanya, van ser reformats el segle xviii quan es va mutilar l'absis i es va modificar la capçalera.
Al costat de l'església hi ha el mas Sant Vicenç, topònim que el relaciona directament amb la capella. El mas Sant Vicenç el trobem documentat l'any 1230. Possiblement la capella es construís paral·lelament al mas i amb relació directa amb aquest, relació que s'ha mantingut fins a l'actualitat.